# Boris Schnaiderman
Boris Solomonovitch Schnaiderman (em russo e em ucraniano, Борис Соломонович Шнайдерман; Uman, 17 de maio de 1917 — São Paulo, 18 de maio de 2016) foi um tradutor, escritor e ensaísta de origem ucraniana e brasileiro naturalizado. Foi professor emérito da Universidade de São Paulo.

## Biografia
Judeu ucraniano de formação russa, nasceu em 1917, ano da Revolução Russa, e logo mudou-se com a família para Odessa, onde viveu até os oito anos e chegou a presenciar as filmagens da clássica cena da escadaria de Odessa, do lendário filme O Encouraçado Potemkin, de Sergey Eisenstein. Mas só foi compreender o que se passava ao ver o filme no cinema. A família imigrou para o Brasil em 1924, insatisfeita com as condições e perspectivas de vida no Leste Europeu, e se estabeleceu na cidade do Rio de Janeiro.  Em 1940, formou-se engenheiro agrônomo na antiga Escola Nacional de Agronomia (atual Instituto de Agronomia da Universidade Federal Rural do Rio de Janeiro). No início dos anos 1960, apesar de não ser graduado em letras, tornou-se o primeiro professor do curso de letras russas da Universidade de São Paulo. 
Traduziu os grandes escritores russos, como Dostoiévski, Tolstói, Tchekhov, Máximo Gorki, Isaac Babel, Boris Pasternak e poetas como Alexandre S. Pushkin e Vladimir Maiakovski.
Conseguiu naturalizar-se em 1941, tendo lutado na Segunda Guerra Mundial na Força Expedicionária Brasileira,  experiência que rendeu o romance Guerra em surdina. 
Durante a ditadura militar, Schnaiderman chegou a ser detido várias vezes por participar de manifestações de protesto, dentro ou fora da universidade. "Em uma das vezes fui detido dentro da sala de aula. Mas nunca fiquei realmente preso nem sofri a violência que outros professores sofreram", contou.

## Prêmios e reconhecimentos
Em 1983, recebeu o Prêmio Jabuti de Literatura. Em 2003, recebeu o Prêmio de Tradução da Academia Brasileira de Letras. Foi o primeiro a traduzir as grandes obras russas diretamente do russo; antes dele, traduções indiretas (principalmente através do francês), que alteravam o conteúdo original, eram bastante comuns. Em 2007, foi agraciado pelo governo da Rússia com a Medalha Púchkin, em reconhecimento por sua contribuição na divulgação da cultura russa no exterior.

## Falecimento
Morreu em São Paulo, um dia depois de completar 99 anos, devido a uma pneumonia decorrente de uma internação hospitalar para colocação de uma prótese de fêmur. Seu corpo foi cremado.

## Vida pessoal
Era casado com a professora e tradutora Jerusa Pires Ferreira, sua companheira desde 1986.

## Obras

### Livros publicados
- Guerra em Surdina. 4. ed. rev. São Paulo: Cosac & Naify, 2004.
- A poética de Maiakóvski. São Paulo: Perspectiva, 1971.
- Dostoiévski Prosa Poesia
- Projeções: Rússia/Brasil/Itália. São Paulo: Elos, 1977.
- Leão Tolstói: antiarte e rebeldia. São Paulo: Brasiliense, 1983.
- Turbilhão e Semente: ensaios sobre Dostoiévski e Bakhtin
- Os escombros e o mito: a cultura e o fim da União Soviética. São Paulo: Companhia das Letras, 1997. 306p.
- Tradução: Ato Desmedido. São Paulo: Perspectiva, 2011. 214 p.
- Caderno Italiano. São Paulo: Perspectiva, 2015. [9]

### Livros organizados
- Semiótica russa. Boris Schnaiderman (org.) 2ª ed. São Paulo: Perspectiva, 2010. 308p. Linguística
- Guenádi Aigui: silêncio e clamor. Boris Schnaiderman, Jerusa Pires Ferreira (orgs.) São Paulo: Perspectiva, 2010. 142p. Signos, dirigida por Augusto de Campos. Crítica e interpretação.

### Sobre o autor
- ASSIS, Ivone Gomes de. “A ficção sob os escombros da história: estudo sobre ‘Guerra em surdina’ – Boris Schnaiderman –”, Assis Editora, 2021 (Crítica literária) | ISBN 978-65-87354-13-2 (Impresso); ISBN 978-65-87354-15-6 (Digital).
- ASSIS, Ivone Gomes de. Guerra em Surdina: a ficção de Boris Schnaiderman entre a política e a poética. Dissertação (Mestrado em Teoria Literária), pela Universidade Federal de Uberlândia, sob a orientação de Kênia Maria de Almeida Pereira. Uberlândia (MG), 2014.
- ASSIS, Ivone Gomes de. O medo e o silêncio na ficção de Boris Schnaiderman. Arquivo Maaravi: Revista Digital de Estudos Judaicos da UFMG ISSN 1982-3053. Belo Horizonte, v. 8, n. 14, maio de 2014.  Acesso em  2 de junho de 2017.
- FERNANDES NETTO, Carlos Eduardo. Prosa de ficção brasileira sobre a Segunda Guerra Mundial. Literatura e Autoritarismo (ISSN 1679-849X), Santa Maria, n. 13, p. 6-21, jan.-jun. de 2009. Acesso em 2 de junho de 2017.
- MERON, Luciano Bastos. Memórias do front: relatos de guerra de veteranos da FEB. Dissertação (Mestrado em História). Faculdade de Filosofia e Ciências Humanas de Salvador, sob a orientação de Carlos Eugênio Libano Soares. Salvador, 2009.